# 稲垣裕美
稲垣 裕美（いながき ゆうみ、1975年 - ）は、日本の体育学者。専攻はライフセービング。 流通経済大学スポーツ健康科学部准教授、同大学ライフセービング部コーチ。静岡県出身。

## 経歴
- 1998年（平成10年） - 筑波大学 体育専門学群 卒業
- 1998年（平成10年） - 筑波大学 大学院修士課程 入学
- 2001年（平成13年） - 筑波大学 大学院修士課程 修了
- 2001年（平成13年） - 筑波大学 学生部学生課 体育センター 文部科学技官
- 2004年（平成16年） - 茨城県立医療大学 保健医療学部 医科学センター 嘱託助手
- 2006年（平成18年） - 流通経済大学 スポーツ健康科学部 助手
- 2008年（平成20年） - 流通経済大学 スポーツ健康科学部 講師
- 2012年（平成24年） - 流通経済大学 スポーツ健康科学部 准教授

## 競技歴
- 1998年（平成10年）3月 - RESCUE98 LIFE SAVING WORLD CHAMPIONSHIP（世界大会：NewZealand）日本代表選手
- 2000年（平成12年）3月 - RESCUE2000 LIFE SAVING WORLD CHAMPIONSHIP(世界大会：Australia）日本代表選手
- 2001年（平成13年）8月 - 秋田ワールドゲームズ2001 日本代表選手
- 2002年（平成14年）5月 - RESCUE2002 LIFE SAVING WORLD CHAMPIONSHIP（世界大会：America）日本代表選手
- 2004年（平成16年）9月 - RESCUE2004 LIFE SAVING WORLD CHAMPIONSHIP（世界大会：Italy）日本代表選手
- 2006年（平成18年）2月 - RESCUE2006 LIFE SAVING WORLD CHAMPIONSHIP（世界大会：Australia）日本代表選手
- 2008年（平成20年）7月 - RESCUE2008 LIFE SAVING WORLD CHAMPIONSHIP（世界大会：Germany）日本代表選手